# NGC 6707
NGC 6707 ist eine Balken-Spiralgalaxie vom Hubble-Typ SBc im Sternbild Teleskop am Südsternhimmel. Sie ist schätzungsweise 119 Millionen Lichtjahre von der Milchstraße entfernt.
Das Objekt wurde am 8. Juli 1834 von John Herschel entdeckt.